# 김현빈
김현빈(2004년 4월 19일 ~ )은 대한민국의 배우이다.

## 출연작

### 영화
- 《숨바꼭질》 (2013년)
- 《오빠생각》 (2016년) - 일환 역
- 《사우나 대결》 (2016년)
- 《아수라》 (2016년) - 황혁주 역
- 《어떻게 헤어질까》 (2016년)
- 《여중생A》 (2018년) - 재민 역
- 《별리섬》 (2018년) - 중희 역
- 《나의 특별한 형제》 (2019년) - 어린 동구 역
- 《보희와 녹양》 (2019년) - 승현 역
- 《침묵의 숲》 (2020년, 원제 《無聲/무성》) - 광이 (小光) 역

### 드라마
- 2014년 KBS2 드라마 스페셜 《예쁘다 오만복》
- 2014년 OCN 일요드라마 《신의 퀴즈 4》- 어린 이우철 역 (성두섭 아역)
- 2014년 SBS 주말 특별기획 드라마 《미녀의 탄생》 - 어린 한태희 역 (주상욱 아역)
- 2015년 SBS 월화드라마 《상류사회》 - 어린 최준기 역 (성준 아역)
- 2015년 KBS2 드라마 스페셜 《붉은 달》 - 사도세자 역
- 2015년 SBS 월화드라마 《육룡이 나르샤》 - 정진 역
- 2015년 SBS 수목드라마 《리멤버 - 아들의 전쟁》 - 어린 서진우 역 (유승호 아역)
- 2016년 tvN 금토드라마 《시그널》 - 어린 박해영 역 (이제훈 아역)
- 2016년 KBS2 수목드라마 《함부로 애틋하게》 - 청년 노직 역 (이서원 아역)
- 2016년 tvN 금토드라마 《신데렐라와 네 명의 기사》 - 정현 역
- 2016년 MBC 주말 특별기획 드라마 《옥중화》 - 하성군 역
- 2016년 tvN 금토드라마 《쓸쓸하고 찬란하神 - 도깨비》 - 소년 유덕화 역 (육성재 아역)
- 2017년 MBC 월화드라마 《역적 : 백성을 훔친 도적》
- 2017년 tvN 월화드라마 《하백의 신부 2017》 - 어린 하백 역 (남주혁 아역)
- 2017년 KBS2 수목드라마 《추리의 여왕》 - 희철 역
- 2017년 tvN 수목드라마 《크리미널 마인드》 - 도영 역
- 2017년 SBS 월화드라마 《의문의 일승》 - 어린 딱지 역 (전성우 아역)
- 2018년 tvN 주말드라마 《화유기》 - 어린 조나단 역 (마이클 리 아역)
- 2018년 MBC 주말 특별기획 드라마 《신과의 약속》 - 어린 조승훈 역 (병헌 아역)
- 2019년 넷플릭스 오리지널 시리즈 《킹덤》 - 단이 역
- 2019년 SBS 금토드라마 《녹두꽃》 - 이방원 역 (특별출연)
- 2021년 KBS2 월화드라마 《달이 뜨는 강》 - 어린 사봉계 역 (김동영 아역)
- 2022년 티빙 오리지널 《돼지의 왕》 - 어린 김종빈 역 (조완기 아역)

## 수상 경력 및 후보
| 연도   | 시상식                    | 부문       | 작품          | 결과 |
| ------ | ------------------------- | ---------- | ------------- | ---- |
| 2020년 | 제57회 금마장             | 남우조연상 | 《침묵의 숲》 | 후보 |
| 2021년 | 제15회 아시안 필름 어워드 | 남우조연상 | 《침묵의 숲》 | 수상 |
| 2021년 | 제23회 타이베이 영화제    | 남우조연상 | 《침묵의 숲》 | 후보 |